# Роберт Еррера
Роберт Фабіан Еррера Росас (ісп. Robert Fabián Herrera Rosas; нар. 1 березня 1989, Монтевідео, Уругвай) — уругвайський футболіст, півзахисник клубу «Пачука».
Виступав за молодіжну збірну Уругваю.

## Клубна кар'єра
У дорослому футболі дебютував 2009 року виступами за команду клубу «Дефенсор Спортінг», в якій провів шість сезонів, взявши участь у 86 матчах чемпіонату.
Протягом 2015—2017 років захищав кольори команди клубу «Пуебла».
До складу клубу «Пачука» приєднався 2017 року. Станом на 11 грудня 2017 відіграв за команду з Пачука-де-Сото 13 матчів у національному чемпіонаті.

## Виступи за збірну
2009 року залучався до складу молодіжної збірної Уругваю. На молодіжному рівні зіграв у 8 офіційних матчах.